# De Havilland DH.66 Hercules
Il de Havilland DH.66 Hercules fu un aereo da trasporto passeggeri trimotore e biplano, sviluppato dall'azienda aeronautica britannica de Havilland Aircraft Company, Ltd nei primi anni venti
Realizzato come moderno sostituto per i DH.10 utilizzati dal servizio di posta aerea della RAF, fu utilizzato dall'Imperial Airways su rotte di lunga distanza. Nonostante questi mezzi fossero ingombranti e lenti, furono un punto di svolta nella storia degli aerei di linea futuri.

## Storia del progetto
L'Hercules fu progettato quando la Royal Air Force incaricò l'Imperial Airways di provvedere al servizio di posta aerea tra Il Cairo e Baghdad; il mezzo risultante fu un biplano capace, oltre al trasporto di posta, di alloggiare sette passeggeri in una cabina chiusa. Il prototipo volò la prima volta il 30 settembre 1926 e subito la de Havilland ricevette un ordine di cinque esemplari da parte dell'Imperial Airways. Il nome Hercules fu scelto tramite un concorso apparso sulla rivista Meccano Magazine.

## Impiego operativo

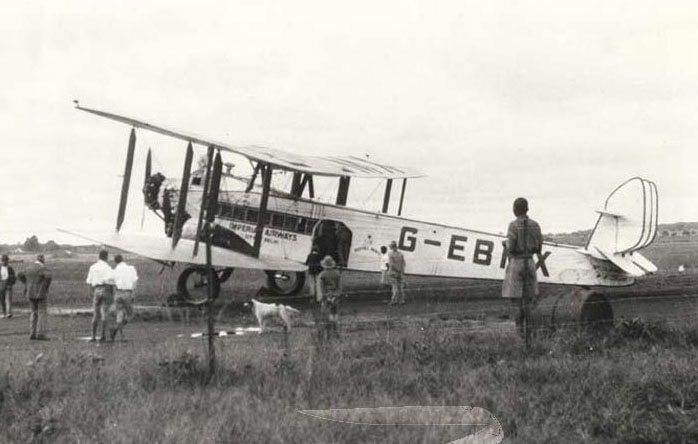
Un DH.66 Hercules dell'Imperial Airways

Per il volo inaugurale si scelse la rotta tra l'Inghilterra e l'India e più precisamente il velivolo partì da Croydon il 27 dicembre 1927 e arrivò a Delhi l'8 gennaio 1927.
La West Australian Airways ordinò quattro esemplari per rimpiazzare i vecchi Dh.50. Il 2 giugno 1927 fu inaugurata la rotta tra Perth e Adelaide.
Successivamente l'Imperial Airways ordinò altri due esemplari ma sfortunatamente perse tre DH.66 in incidenti aerei avvenuti tra settembre 1929 e aprile 1930 e per rimpiazzarli acquistò i mezzi dalla West Australian Airways. L'Imperial Airways ritirò dal servizio tutti i DH.66 dopo un incidente aereo avvenuto in Rhodesia del Sud nel mese di novembre 1935 e tre aerei furono venduti alla South African Air Force. Un solo esemplare di DH.66 australiano sopravvisse fino al 1942, quando fu distrutto da un'azione nemica.

## Utilizzatori

### Civili
Australia
- West Australian Airways

 Regno Unito
- Imperial Airways

### Militari
Sudafrica
- South African Air Force